# Naomi Wolf
Naomi Wolf (San Francisco, 12 november 1962) is een Amerikaanse, feministische schrijfster. Ze is de dochter van Leonard Wolf (schrijver van literaire bewerkingen van onder andere Frankenstein en Het spook van de opera). Ze staat bekend als boegbeeld op literair vlak van de derde golf van de feministische beweging en is ook een groot voorstander van progressie op politiek gebied. 
Haar belangrijkste werk is De zoete leugen, dat in 1991 werd uitgegeven en een internationale bestseller werd. Voor haar werk krijgt ze positieve kritieken, maar bijna evenveel negatieve, ook vanuit feministische hoek.

## Levensloop

### Opleiding
Ze bezocht de Lowell High School en nam deel aan voordrachttoernooien als lid van de Lowell Forensic Society. In 1984 studeerde ze af aan de Yale-universiteit en later ook nog aan de Universiteit van Oxford, met de prestigieuze Rhodesbeurs. 

### De zoete leugen
Haar eerste boek, De zoete leugen, of De mythe van de schoonheid, betekende in 1991 meteen haar grote doorbraak. In dit boek maakt ze duidelijk dat het (door de samenleving opgelegde) schoonheidsideaal eigenlijk een vorm van uitbuiting is van de vrouw. Ze valt dit fenomeen ook openlijk aan en streeft ernaar dat vrouwen het recht moeten hebben om met hun lichaam te doen wat ze zelf willen, en niet zomaar slaafs de mode moeten volgen.

### Latere werken
In 1993 schreef ze Vuur met vuur, over politiek, en meer vrouwelijke onafhankelijkheid. Verwarrende tijden (1997) handelt over adolescentie en ontluikende vrouwelijke seksualiteit. Valse verwachting, haar boek uit 2001, vertelt over de illusies rond het krijgen van een kind. In 2005 verscheen het boek De boomhut, over haar midlifecrisis. In 2007 schreef Wolf Het einde van Amerika.

### Politiek
Wolf was in 1996 medewerkster van het Clinton-Gore-team, om vrouwelijke kiezers te helpen bereiken (waarna Clinton herkozen werd). Naar aanleiding van haar succes in 1996 was ze ook in 2000 consulente om vrouwelijke kiezers te trekken voor Al Gore, dit keer echter zonder succes.
Tijdens de coronapandemie voerde ze actie tegen de coronamaatregelen van de Amerikaanse overheid middels haar vijfvrijhedencampagne. In juni 2021 werd ze verbannen van Twitter vanwege het verspreiden van veronderstelde desinformatie over vaccins.

### Gezinsleven
Tot 2015 was Wolf getrouwd met journalist David Shipley met wie ze twee kinderen heeft.